# Safacam
Safacam (alias Société Africaine Forestière et Agricole du Cameroun) est une société agro-industrielle opérant au Cameroun créée en 1897 à Dizangué. Depuis 2014, elle est contrôlée par le groupe belgo-luxembourgeois de la Société financière des caoutchoucs Socfin.

## Histoire

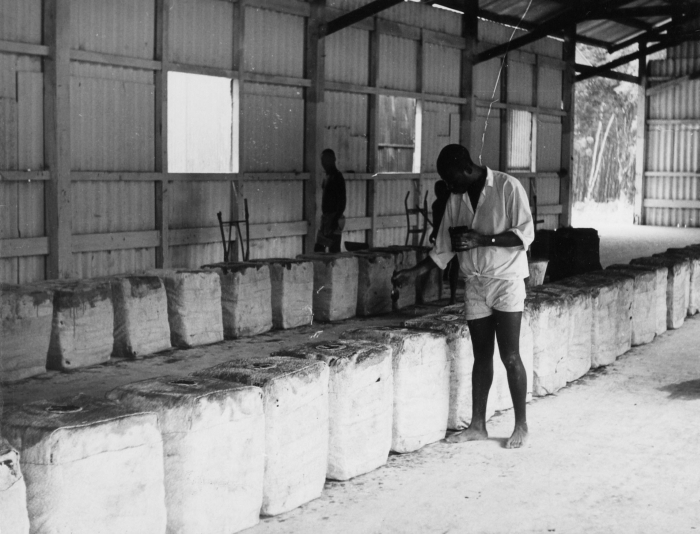
Usine de caoutchouc SAFA (1965)

L'origine de l'entreprise se trouve à Dizangué sur la rive nord du fleuve Sanaga. La première plantation  de 4 000 ha destinée à la production du caoutchouc est fondée à l'époque de la colonie allemande du Kamerun. Les cultures d'hévéas s'étendent de 11 000 ha en 1920. L'usine de caoutchouc est établie en 1935.
L’entreprise est issue de la Société des Plantations de la Sanaga qui prend le nom de SAFA (Société Africaine Forestière et Agricole) en 1939. Elle devient la SAFACAM. (Société Africaine Forestière et Agricole du Cameroun) en 1962. Elle est contrôlée par le groupe Socfin depuis 2014.

## Activités
La chute des cours du caoutchouc lors de la crise pétrolière des années 1970 amène la plantation à s'engager avec le soutien de l’État camerounais dans la culture du palmier à huile. En 2018, l'hévéa représente 28 % du chiffre d'affaires de l'entreprise, l'huile de palme : 72 %. Les concessions s'étendent en 2016 sur 15 000 hectares dont 5 300 hectares de palmiers et 4 300 d'hévéas[réf. souhaitée].

### Autres grands groupes agroindustriels du Cameroun
- Cameroon Development Corporation
- Socapalm
- Plantations du Haut-Penja
- Boh Plantations Limited
- Société des Palmeraies de la Ferme Suisse (SPFS)